# Pavel Lednëv
Pavel Serafimovič Lednëv (in russo Павел Серафимович Леднëв?; Nižnij Novgorod, 25 marzo 1943 – Mosca, 23 novembre 2010) è stato un pentatleta sovietico.
Detiene il record di medaglie vinte ai Giochi olimpici da un pentatleta, con 7 (4 individuali e 3 di squadra) conquistate in 4 differenti edizioni dei Giochi, senza tuttavia aver mai ottenuto l'oro individuale. Si è inoltre aggiudicato 4 titoli individuali ai Mondiali (secondo solo all'ungherese András Balczó, che ha ottenuto 5 successi).
È scomparso nel 2010 all'età di 67 anni.

## Palmarès
In carriera ha conseguito i seguenti risultati:
- Giochi olimpici:

Città del Messico 1968: argento nel pentathlon moderno a squadre e bronzo individuale.
Monaco 1972: oro nel pentathlon moderno a squadre e bronzo individuale.
Montreal 1976: argento nel pentathlon moderno individuale.
Mosca 1980: oro nel pentathlon moderno a squadre e bronzo individuale.
- Mondiali:

Magglingen 1963: argento nel pentathlon moderno a squadre.
Lipsia 1965: argento nel pentathlon moderno a squadre.
Melbourne 1966: argento nel pentathlon moderno a squadre.
Londra 1973: oro nel pentathlon moderno individuale ed a squadre.
Mosca 1974: oro nel pentathlon moderno individuale ed a squadre.
Città del Messico 1975: oro nel pentathlon moderno individuale e bronzo a squadre.
San Antonio 1977: argento nel pentathlon moderno a squadre.
Jönköping 1978: oro nel pentathlon moderno individuale e bronzo a squadre.